# Auguste af Reuss-Köstritz
Prinsesse Auguste Reuss til Köstritz (tysk: Prinzessin Auguste Reuß zu Köstritz) (26. maj 1826 – 3. marts 1862) var en tysk prinsesse fra fyrstehuset Reuss, der var storhertuginde af Mecklenburg-Schwerin fra 1849 til 1862 som ægtefælle til storhertug Frederik Frans 3. af Mecklenburg-Schwerin.
Auguste er tipoldemor til Dronning Margrethe 2. af Danmark.